# Metropolia di Tyroloi e Serention
La metropolia di Tyroloi e Serention (in greco Μητρόπολις Τυρολόης και Σερεντίου?, Mitrópolis Tyrolóis kai Serentíou) è una sede soppressa del patriarcato di Costantinopoli.

## Storia
La metropolia univa due antiche diocesi di epoca bizantina.

### Diocesi di Zorolo (Tyroloi)
Zorolo (Tζουρουλόϛ), identificabile con Çorlu nella provincia turca di Tekirdağ, è un'antica sede vescovile della provincia romana di Europa nella diocesi civile di Tracia. Faceva parte del patriarcato di Costantinopoli ed era suffraganea dell'arcidiocesi di Eraclea.
La sede è piuttosto tardiva, poiché compare nelle Notitiae Episcopatuum del patriarcato solo a partire dal IX secolo. A partire dalla Notitia attribuita all'imperatore Leone VI e databile all'inizio del X secolo, la diocesi compare regolarmente fino al XIV secolo. Prima del 1328 la sede fu elevata al rango di arcidiocesi dipendente direttamente dal patriarcato e qualche anno dopo (prima del 1347) diventa sede metropolitana.
Nel 1359 la città fu occupata dai turchi ottomani; iniziò un periodo di crisi che determinò la degradazione della sede a semplice diocesi, suffraganea di Eraclea. In questo periodo la città divenne nota con il nome di Tyroloi (Tυρολόηϛ).

### Diocesi di Sergenza (Sergention)
Anche Sergenza, identificabile con Binkılıç (già Istranca), nel distretto di Çatalca (provincia di Istanbul),, era suffraganea dell'arcidiocesi di Eraclea, nel patriarcato di Costantinopoli.
La sede è piuttosto tardiva, poiché compare per la prima volta nella Notitia Episcopatuum attribuita all'imperatore Leone VI e databile all'inizio del X secolo; in seguito è documentata nelle Notitiae patriarcali fino al XIV secolo. Di questo periodo è noto un solo vescovo, Giovanni, che partecipò al concilio di Costantinopoli dell'879-880 dove venne riabilitato il patriarca Fozio di Costantinopoli. All'epoca del patriarca Nicola III Grammatico (1084-1111), secondo un documento del XII secolo, il vescovato di Atira "ricevette quello di Sergenza", espressione che indicherebbe una probabile unione momentanea delle due diocesi.
Di questa diocesi non si hanno più notizie fino alla seconda metà del XVI secolo quando, con il nome di Serention (Σερέντιον), è menzionata unita alla diocesi di Tyroloi.

### Sede di Tyroloi e Serention
A partire dall'epoca ottomana, le due diocesi furono unite, e come tali sono documentate per la prima volta con il vescovo Teonas, attestato storicamente nella seconda metà del XVI secolo. Il 9 dicembre 1840 la diocesi di Tyroloi e Serention fu elevata al rango di metropolia; abolita nel giugno 1848, fu restaurata l'8 febbraio 1907.
Sul finire della guerra greco-turca, nell'ottobre del 1922 i greco-ortodossi che abitavano la regione furono fatti evacuare verso la Grecia, prima dell'occupazione definitiva dell'esercito turco. Oggi non esistono più cristiani nell'area dell'antica sede metropolitana di Tyroloi e Serention.
Molti profughi si stabilirono nella Macedonia greca e fondarono diversi villaggi, tra cui quelli di Nea Tyroloi e Nea Strandza, nome quest'ultimo con cui era nota la città di Serention.
Il titolo di metropolita di Tyroloi e Serention è ancora assegnato, ma è un semplice titolo vescovile non residenziale.

## Cronotassi

### Vescovi di Zorolo
- Sisinnio † (menzionato nel 787)
- Basilio † (prima dell'869 - dopo l'879)
- Niceforo † (seconda metà dell'XI secolo)

### Vescovi di Sergenza
- Giovanni † (menzionato nell'879)
- Anonimo † (circa 1084/1111)

### Vescovi e metropoliti di Tyroloi e Serention
La seguente cronotassi segue da vicino quella pubblicata da Kiminas, The ecumenical patriarchate, pp. 65 e 177.
- Teonas † (menzionato dal 1565 al 1580)
- Antimo † (? - 1º giugno 1616 eletto metropolita di Bizia)
- Caritone † (menzionato nel 1630)
- Nettario † (1708 - 1714)
- Neofito † (1714 - 1716)
- Porfirio † (1751 - 1781)
- Neofito † (1781 - 1808 deceduto ?)
- Serafino † (1808 - ?)
- Dionisio † (1821 - luglio 1830 eletto metropolita di Eraclea)
- Gregorio Poumpouras † (agosto 1830 - gennaio 1835 eletto metropolita di Callipoli)
- Nicodemo Akris † (gennaio 1835 - 1840 ? deposto)[12]
- Melezio † (9 dicembre 1840 - giugno 1848 eletto metropolita di Pogoniani)
  - Sede soppressa
- Niceforo Laventiadis † (8 febbraio 1907 - 15 febbraio 1911 eletto metropolita di Mesembria)
- Crisostomo Papachristou † (15 febbraio 1911 - 8 ottobre 1958 deceduto)

### Metropoliti titolari
- Pantalemone Rodopoulos † (15 novembre 1977 - 7 agosto 2019 deceduto)[13]